# Komal Kothari
Komal Kothari (Jodhpur, 4 maart 1929 - 20 april 2004) was een Indiaas onderzoeker in folklore en etnomusicologie, en tijdschriftredacteur. Hij werd gewoonlijk Komalda genoemd.

## Leven en werk
Kothari was gespecialiseerd in de folklore, muziek (met name muziekinstrumenten en zang) en poppentheater van de Indiase deelstaat Rajasthan en was de eerste die de volksmuziek van de volkeren Manganiar en Langa vastlegde. Hij richtte het tijdschrift Prerna op om de kennis over deze muziek verder te verspreiden.
In 1960 stichtte hij het instituut Rupayan Sansthan samen met schrijver Vijaydan Detha dat de Rajasthani folklore, kunst en muziek documenteert. Verder besteedde hij een groot deel van zijn leven aan zijn werk voor de Rajasthan Sangeet Natak Academy.
In 1979 werd een documentaire gemaakt over zijn ethnomusicologisch werk. Daarna werd nogmaals een documentaire gemaakt over zijn leven en zijn werk met de titel Komal Da. In 1983 ontving hij de van de Indiase regering de onderscheiding Padma Shri en in 1986 de Sangeet Natak Akademi, de nationale prijs in India voor muziek, dans en theater. In 2000 werd hij onderscheiden met de Prins Claus Prijs. In 2004 werd hij nogmaals met een Indiase nationale prijs onderscheiden, ditmaal met de Padma Bhushan.